# Julien Colonna
 (mars 2025).
Si vous disposez d'ouvrages ou d'articles de référence ou si vous connaissez des sites web de qualité traitant du thème abordé ici, merci de compléter l'article en donnant les références utiles à sa vérifiabilité et en les liant à la section « Notes et références ».
Pour les articles homonymes, voir Colonna.
Julien Colonna, né le 6 janvier 1982 en Corse, est un réalisateur et scénariste corse, connu notamment pour Le Royaume (2024).

## Biographie

### Famille et formation
Né et grandi en Corse, Julien Colonna est le fils de Jean-Jérôme Colonna, parrain présumé de la Corse-du-Sud, décédé dans un accident de voiture en 2006. Son premier long-métrage, Le Royaume (2024) s'inspire de son enfance « Ce film est inspiré de la relation que j’ai eue avec mon père [...] mais c’est un film de fiction. »
Il fait d'abord une maitrise en Science Sociales à Paris-IX Dauphine, puis étudie le scénario et la réalisation.

### Carrière
Julien Colonna commence sa carrière avec la réalisation de plusieurs courts-métrages, notamment Confession (2015), filmé dans les bidonvilles de Bangkok. Ce film lui a valu d'être nommé et récompensé dans plus de 30 festivals dans le monde.
En 2024, son premier long-métrage, coécrit par Jeanne Herry, Le Royaume reçoit un accueil enthousiaste de la plupart des médias. Le journal Le Monde écrit que le film  « révèle un metteur en scène impressionnant ».

## Récompenses

### Le Royaume
- Prix Claude Chabrol lors de Reims Polar 2025[5].

### Équinox
- Coup de cœur Télérama du Prix Sopadin (2017) - Scénario

## Nominations et sélections

### Le Royaume
- Un Certain Regard (2024).
- César du Meilleur Premier Film (2025).